# 大勝利の喜ばしい日にホーおじさんがいるようだ
『大勝利の喜ばしい日にホーおじさんがいるようだ』（だいしょうりのよろこばしいひにホーおじさんがいるようだ、ベトナム語: Như có Bác Hồ trong ngày vui đại thắng）は、ファム・トゥエンが作曲した、ベトナムでは有名な歌である。南ベトナムに対する北ベトナムの勝利を祝い、ベトナム民主共和国の指導者だったホー・チ・ミンを讃える歌である。「ホーチミン讃歌」とも呼ばれる。

## 概説
「ホーおじさん (Bác Hồ / 伯胡)」はホー・チ・ミンの愛称であり、曲が作られた時点では、既にホーは死去しているが、ベトナム社会主義共和国では、公式文章でも本呼称が用いられる。ファム・トゥエンは、1975年4月28日にタンソンニャット国際空港が爆撃されたことをラジオで聞くと、わずか2時間でこの曲を書き上げた。サイゴン陥落でベトナム戦争が終結した同年4月30日、録音・放送された。
彼はこの功績で、ベトナム共産党から労働勲章を授与された。
ベトナムの音楽のジャンルには青楽 (Nhạc xanh)、赤楽 (Nhạc đỏ)、黄楽 (Nhạc vàng) の3種類があり、この曲はこのうち赤のジャンルに属する、反米、反仏的な革命歌である。ちなみに青はソ連の歌、黄は南ベトナムから広まった西側の歌である。
この曲は、ソ連、東ドイツ、キューバ、中国などにも輸出された。

## 歌詞
Như có Bác Hồ trong ngày vui đại thắng

大勝利の喜ばしい日にホーおじさんがいらっしゃるようだ
Lời Bác nay đã thành chiến thắng huy hoàng.

おじさんの言葉は輝く勝利となった
Ba mươi năm đấu tranh giành toàn vẹn non sông,

全き国を守る苦労は30年
Ba mươi năm dân chủ cộng hòa kháng chiến đã thành công.

民主共和国30年の抵抗は成功した
Việt Nam, Hồ Chí Minh.

ベトナム　ホーチミン
Việt Nam, Hồ Chí Minh.

ベトナム　ホーチミン
Việt Nam, Hồ Chí Minh.

ベトナム　ホーチミン
Việt Nam, Hồ Chí Minh.

ベトナム　ホーチミン
※Ba mươi năm（30年の）の部分は、Bao nhiêu năm（幾年もの）と歌うこともある。